# Џумеира бич хотел
Џумеира бич хотел (енгл. Jumeirah Beach Hotel) је високо луксузни хотел са пет звездица у Дубаију у Уједињеним Арапским Емиратима. Отворен је 1997, и у време отварања био је девети највиши облакодер у Дубаиу. Данас иако се не налази ни на листи 100 највиших, хотел важи за један од симбола Дубаија. Џумеира бич изграђен је од стране Џумеира хотелског ланца у чијем саставу и послује. Располаже са 598 луксузно опремљених соба и апартмана и 19 засебних вила распоређених у хотелском комплексу. Све собе имају поглед на океан. Сам хотел изграђен је на плажи и у свом поседу има 33.800 m² обале.
Услугу хотела употпуњује и преко 20 ресторана, кафића и барова, спортски и спа центри као и коришћење Вајлд вади вотер парка, аквапарка који се једним делом налази у склопу хотела.
Непосредно у близини Џумеира бича налази се у Бурџ ел Араб

## Галерија
- Вилд вади вотер парк